# Støpe
En støpe er en passage for biler eller toge gennem et dige, som kan lukkes med porte, planker eller nedsænkede sveller under stormflod. På den måde udgør diger ikke længere en trafikhindring uden dog at beskære digernes beskyttende funktion for baglandet eller kogerne bag digerne. Støper findes ofte i anden digelinje. I Danmark findes støper blandt andet på øerne Mandø og Fanø, i Sydslesvig blandt andet i Tønning og Dagebøl.
En lignende fremgangsmåde bliver anvendt ved silerne (≈digesluser).